# Walter Franz Schleser

Foto von Walter Fr. Schleser aus seinem letzten Diplomatenausweis, ausgestellt 1989 vom österreichischen Bundesministerium für auswärtige Angelegenheiten

Walter Franz Schleser (* 25. Oktober 1930 in Bölten, Tschechoslowakei) ist ein ehemaliger deutscher Diplomat. Zuvor war er führender Vertreter der heimatvertriebenen deutschen Studentenschaft.

## Leben
Schleser wurde als Sohn des Molkereibesitzers Franz Schleser geboren. Von 1936 bis 1949 war er Schüler in Bölten, Neutitschein, Wien, Bruchsal und Büdingen. Die Schulzeit war 1945 unterbrochen durch Schanzeinsatz bei der Hitlerjugend, sowjetische Kriegsgefangenschaft und Vertreibung. Nach dem Abitur studierte er in Marburg, Frankfurt am Main und Bonn. Während des Studiums war er als Werkstudent (Formsandprüfer, Tiefbauarbeiter, Bankangestellter sowie Hilfsredakteur des „Wegweisers für Heimatvertriebene“) tätig.
1953 heiratete er in Frankfurt am Main Johanna Perl aus Karlsbad. Er ist seit 2016 verwitwet und hat zwei Söhne.

### Vertretung der heimatvertriebenen deutschen Studentenschaft
1950 war Schleser Mitbegründer und Geschäftsführer, später Vorsitzender und Ehrenvorsitzender der in den 1950er Jahren rund 6000 Mitglieder umfassenden Vereinigung Heimatvertriebener Deutscher Studenten (ab 1954: Verband Heimatvertriebener und Geflüchteter Deutscher Studenten). Schleser war in dieser Zeit auch Mitbegründer und Vorstandsmitglied des Studentenbildungswerkes in Bad Homburg vor der Höhe sowie Mitbegründer und Vorsitzender des Freundeskreises ostdeutscher Akademiker (FOA).

### Auswärtiger Dienst
Schon vor Abschluss des Studiums trat Schleser am 4. November 1952 in den Auswärtigen Dienst der Bundesrepublik Deutschland ein. Er arbeitete bis Ende 1993 abwechselnd in Bonn und Wien.
Bis 1959 war er in der Bonner Zentrale Sachbearbeiter für Staatsangehörigkeitsrecht (StAR) und Wehrrecht sowie ab 1956 Stellvertretender Vorsitzender des Personalrats. Außerdem vermittelte er den in das Ausland versetzten Konsularbeamten Grundkenntnisse des deutschen Staatsangehörigkeitsrechts. 1956 initiierte er die später von ihm geleitete Vereinigung der Angestellten des Auswärtigen Dienstes (VAAD) e.V. mit einem eigenen Mitteilungsblatt. Dieses war in „Vorinternetzeiten“ auch wegen innenpolitischer Kurzberichte ein bedeutsames Bindeglied zur Heimat.
Von 1959 bis 1971 war Schleser Mitarbeiter der Konsularabteilung der Botschaft in Wien, anschließend bis 1977 Personalreferent in der Zentrale u. a. mit dem zusätzlichen Auftrag, den Fremdsprachentarifvertrag vom 19. November 1969 in die Praxis umzusetzen und mehrere Hundert Angestellte tarifkonform einzugruppieren. In den Jahren 1976/77 war er zudem Vorsitzender der Fachgruppe Auswärtiger Dienst der Gewerkschaft ÖTV.
Von 1977 bis 1981 war Schleser Sozialattaché in Österreich, nachfolgend bis 1989 Leiter der „Arbeitsgruppe Aussiedlung“ in der Zentrale und von 1989 bis zum Eintritt in den Ruhestand am 1. Januar 1994 Leiter der Rechts- und Konsularabteilung der Botschaft Wien.
Während der Dienstzeiten in Bonn erteilte Schleser Unterricht im Staatsangehörigkeitsrecht auch an Beamtenanwärter des mittleren und gehobenen Auswärtigen Dienstes in der Aus- und Fortbildungsstätte des Auswärtigen Amtes in Bonn (jetzt: Akademie Auswärtiger Dienst in Berlin). In den 1960er Jahren wirkte er in Wien bei der Einbürgerung von heimatvertriebenen deutschen Volkszugehörigen mit und beriet Deutsche aus den „Oder-Neiße-Gebieten“, die Verwandte im Bundesgebiet besuchen oder dorthin flüchten wollten. 1968 beriet er in Wien erstmals im freien Westen auf Urlaub befindliche Tschechen und Slowaken, die nach der Niederschlagung des Prager Frühlings nicht in ihre Heimat zurückkehren wollten, sondern Aufnahme und Arbeit im Bundesgebiet begehrten.
Von 1977 bis 1981 beschäftigte sich Schleser in Wien als Sozialattaché und notifizierter Botschaftsrat im Zusammenwirken mit den Sozialsprechern der Parlamentsfraktionen, dem Sozialminister und den Sozialpartnern insbesondere mit dem Informationsaustausch von Gesetzesvorhaben im Arbeits- und Sozialbereich.

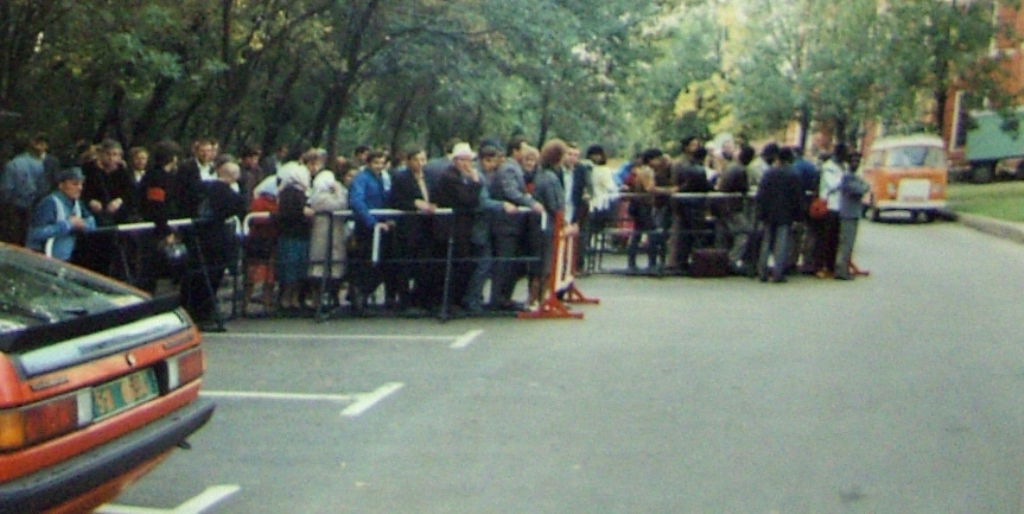
Russlanddeutsche Aussiedlungsbewerber vor der Botschaft der Bundesrepublik Deutschland in Moskau,uliza Bolschaja Grusinskaja 17, Anfang September 1988

1986 führte Schleser als Leiter der „Arbeitsgruppe Aussiedlung“ in der Rechtsabteilung des Auswärtigen Amtes in Bonn Expertengespräche über Fragen der Familienzusammenführung und Aussiedlung Deutscher mit Delegierten aus der ČSSR, Polen, Rumänien und der UdSSR beim KSZE-Expertentreffen über menschliche Kontakte in Bern sowie beim 3. KSZE-Folgetreffen 1987 in Wien (siehe auch Freikauf von Rumäniendeutschen).

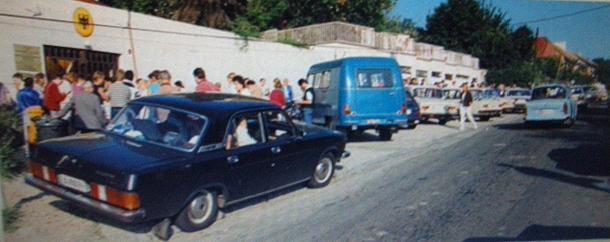
Hilfe suchende DDR-Flüchtlinge vor dem Konsulat der Bundesrepublik Deutschland in Budapest, Nogradi utca 8, im Juli 1989

1988/1989 war er Mitglied der deutsch-sowjetischen Arbeitsgruppe für die Zusammenarbeit in humanitären Fragen. Er nahm an bilateralen Gesprächen in Bonn und Moskau zwecks Förderung von Ausreiseanträgen, aber auch von Maßnahmen zur Bewahrung des deutschen Volkstums der Russlanddeutschen teil. Diese, einschließlich der Wolgadeutschen, wurden bei Kriegsausbruch 1941 in den Fernen Osten der UdSSR deportiert und konnten ihre deutsche Sprache nur noch mündlich tradieren.
Im Juli 1989 war Schleser zur Beratung von Deutschen aus der DDR als Konsul von Wien nach Budapest abgeordnet. Nachfolgend hatte er als Leiter der Rechts- und Konsularabteilung der Botschaft Wien in Zusammenarbeit insbesondere mit dem Österreichischen Roten Kreuz und dem Malteser Hospitaldienst Austria für die Betreuung und Weiterleitung von Flüchtlingen aus der DDR zu sorgen, von denen rund 6500 von Ungarn nach Österreich geflüchtet waren. Nach der ungarischen Grenzöffnung am 11. September 1989 kamen über 55.000 Flüchtlinge hinzu. Der Termin der Grenzöffnung entsprach in etwa der Vorankündigung des ungarischen Ministerpräsidenten Miklós Németh bei seinem Geheimtreffen mit Bundeskanzler Helmut Kohl Ende August auf Schloss Gymnich bei Bonn.

## Ehrungen
Übersicht:
- 1954 Ehrenvorsitzender des Verbandes Heimatvertriebener und Geflüchteter Deutscher Studenten (VHDS)
- Ehrenurkunden(-zeichen) des Bundes der Vertriebenen (1965), der Sudetendeutschen Landsmannschaft (1968), der Heimatlandschaft Kuhländchen (1980), des Österreichischen Schwarzen Kreuzes (1979)
- 1971: Silbernes Ehrenzeichen für Verdienste um die Republik Österreich
- 1981: Großes Goldenes Ehrenzeichen für Verdienste um die Republik Österreich
- 1990: Verdienstkreuz am Bande der Bundesrepublik Deutschland

## Schriften (Auswahl)

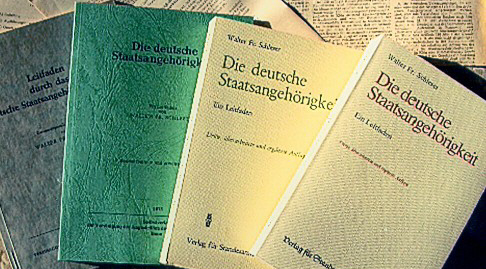
Foto der 4 Auflagen 1955 (ohne die Ergänzungen 1956, 1957 und 1971), 1975, 1976 und 1980 des Werkes „Die deutsche Staatsangehörigkeit“

- Die deutsche Staatsangehörigkeit. 4. überarb. u. erg. Auflage, 438 Seiten, Verlag für Standesamtswesen, Frankfurt am Main 1980, ISBN 3-8019-5603-2.[9]
- 15 in '45. Erinnerungen eines Sudetendeutschen. Wien 2004 – Siehe auch: "Schicksalsjahr 1945" auf Links der "Website" unter Weblinks.
- Rückführung, Aussiedlung und Familienzusammenführung Deutscher aus Ost- und Südosteuropa. In: Königsteiner Studien, Heft I u. II 1984, S. 89–112. Siehe DNB 1005054207
- Auf dem langen Weg zur deutschen Einheit. DDR-Flüchtlinge in Ungarn und Österreich vor einer friedlichen Revolution in ihrer Heimat. Ein Zeitzeugenbericht zum 20. Jahrestag des Falles der Berliner Mauer am 9. November 1989. Wien 2009. DNB 1005053863